# Ексудація
Ексудація (англ. exudation, англ. Exudation, f) — виділення рідких компонентів із вибухових речовин, що відбувається внаслідок неправильного зберігання або виготовлення їх.
Ексудація (в медицині) — внаслідок підвищенню проникності стінки судин, у тканини, що їх оточують, виходить плазма та лейкоцити (рідше — інші елементи).

## Характеристика
Зокрема, проявляється у нітроефірових вибухових речовинах — при їх зберіганні виділяються рідкі нітроефіри (нітрогліцерин, нітрогліколь). Це підвищує небезпеку передчасного вибуху вибухових речовин від удару або тертя.